# Paris erwacht
Paris erwacht ist ein französisches Filmdrama von Olivier Assayas aus dem Jahr 1991.

## Handlung
Sechs Monate war der 19-jährige Adrien, der bei seiner Mutter und dem Stiefvater in Toulouse lebt, verschwunden, als er plötzlich bei seinem Vater Clément in Paris auftaucht. Clément hat seinen Sohn vier Jahre lang nicht gesehen, bietet ihm jedoch an, übergangsweise bei ihm zu wohnen. Clément lebt mit der 18-jährigen Louise zusammen. Warum er diese Beziehung führt und wie ernst sie ist, kann er sich nicht erklären, weiß jedoch, dass Louise vor allem seine Beziehungen in die Fernsehwelt nutzen will, um dort Fuß zu fassen. Louise ist sehr naiv, war drogenabhängig und hat es zwar mit Cléments Hilfe geschafft, clean zu werden, wird jedoch immer wieder rückfällig. Adrien gegenüber verhält sie sich abweisend und setzt durch, dass er auszieht. Er kommt bei seinem Freund Victor und dessen Geliebter Agathe unter, die in einem Abrisshaus leben. Adrien gesteht Victor, dass er auf der Flucht ist. Für die Mithilfe bei einem Coup hat er sehr viel Geld erhalten, das jedoch zu heiß zum Ausgeben ist. Der damalige Auftraggeber wurde inzwischen verhaftet und hat zahlreiche Beteiligte von damals verraten. Adrien weiß nicht, ob er gesucht wird. Victor, der auch im Drogenhandel tätig ist, findet einen Abnehmer für das Geld.
Als Adrien bei Clément seine Sachen abholen will, um zu Victor zu ziehen, kommen er und Louise sich näher. Bald werden sie ein Paar und Louise zieht zu Adrien. Sie leben ein halbes Jahr zusammen, doch kommt es immer häufiger zu Spannungen. Adrien stört es zum Beispiel, dass Louise Geld mit Nacktfotos verdient. Ihr Versuch, beim Fernsehen Fuß zu fassen, ist immer wieder von Misserfolg gekrönt. Eines Tages trifft sie sich zum Abendessen mit Fernsehmoderator Jean-Paul Zablonsky. Sie schläft anschließend mit ihm und erhält von ihm ein Jobangebot als Wetteransagerin beim Fernsehen. Adrien ermutigt sie dazu, das Angebot anzunehmen. Er ist kurz zuvor knapp einer Polizeikontrolle entkommen und plant nun, ohne Louise nach Barcelona zu gehen. Das Geld für einen gefälschten Pass, den ihm Victor besorgt, gibt ihm Clément, der erkennt, dass Adrien versuchen muss, sein Leben so zu leben, wie er es will.
Einige Zeit später lebt Louise mit Zablonsky zusammen. Sie besucht Clément, der in der Zwischenzeit seine Wohnung vollkommen renoviert hat. Auch das Abrisshaus, in dem Louise mit Adrien gelebt hat, steht nicht mehr. Victor wurde verhaftet und Agatha ist nicht mehr aufzufinden. Louise vermisst Adrien und Clément sagt ihr, dass er in Argentinien lebt. Sie will seine Adresse erfahren, doch ahnt Clément, dass dies Adrien nicht recht sein würde. Wenig später sieht man Louise das Wetter ansagen. Agathe wiederum ist in einem chinesischen Restaurant als Kellnerin tätig.

## Produktion
Paris erwacht war nach Lebenswut und Das Winterkind der dritte Langfilm, bei dem Olivier Assayas Regie führte. Die Dreharbeiten fanden in Paris statt. Die Kostüme schuf Françoise Clavel, die Filmbauten stammen von François-Renaud Labarthe.
Paris erwacht wurde am 1. Oktober 1991 auf dem Festival EuropaCinema im italienischen Viareggio gezeigt und lief am 27. November 1991 in den französischen Kinos an. Im Februar 1992 war der Film auch auf der Berlinale zu sehen und wurde am 13. September 1993 erstmals auf dem Bezahlsender premiere im Fernsehen gezeigt. Am 10. Oktober 1994 erfolgte die Ausstrahlung im ZDF.

## Synchronisation
| Rolle   | Darsteller        | Synchronsprecher |
| ------- | ----------------- | ---------------- |
| Louise  | Judith Godrèche   | Kellina Klein    |
| Clément | Jean-Pierre Léaud | Peter Fricke     |

## Auszeichnungen
Auf dem EuropaCinema Festival gewann der Film den EuropaCinema Platinum Award in den Kategorien Beste Hauptdarstellerin und Bestes Drehbuch. Beim César 1992 erhielt Thomas Langmann eine César-Nominierung in der Kategorie Bester Nachwuchsdarsteller. Olivier Assayas wurde für Paris erwacht 1992 mit dem Prix Jean Vigo in der Kategorie Langfilm ausgezeichnet.